# Parafia św. Wawrzyńca w Kochanówce
Parafia świętego Wawrzyńca w Kochanówce – parafia rzymskokatolicka znajdująca się w archidiecezji warmińskiej, w dekanacie Lidzbark Warmiński.